# Hyphessobrycon heliacus
Hyphessobrycon heliacus är en fiskart som beskrevs av Moreira, Landim och Costa 2002. Hyphessobrycon heliacus ingår i släktet Hyphessobrycon och familjen Characidae. Inga underarter finns listade i Catalogue of Life.